# Navisporus
Navisporus là một chi nấm thuộc họ Polyporaceae.